# Malaysia Open 1998
Die Malaysia Open 1998 im Badminton fanden vom 1. bis zum 5. Juli 1998 in Penang statt. Das Preisgeld betrug 120.000 Dollar, was dem Turnier den Vier-Sterne-Status im World Badminton Grand Prix einbrachte

## Sieger und Platzierte
| Disziplin    | Gold                          | Silber                        | Bronze                      |
| ------------ | ----------------------------- | ----------------------------- | --------------------------- |
| Herreneinzel | Peter Gade                    | Jeffer Rosobin                | Rashid Sidek                |
| Herreneinzel | Peter Gade                    | Jeffer Rosobin                | Yong Hock Kin               |
| Dameneinzel  | Zhang Ning                    | Dai Yun                       | Gong Ruina                  |
| Dameneinzel  | Zhang Ning                    | Dai Yun                       | Camilla Martin              |
| Herrendoppel | Tony Gunawan Halim Haryanto   | Liu Yong Yu Jinhao            | Chen Qiqiu Yang Ming        |
| Herrendoppel | Tony Gunawan Halim Haryanto   | Liu Yong Yu Jinhao            | Choong Tan Fook Lee Wan Wah |
| Damendoppel  | Rikke Olsen Marlene Thomsen   | Eliza Nathanael Zelin Resiana | Chen Lin Jiang Xuelian      |
| Damendoppel  | Rikke Olsen Marlene Thomsen   | Eliza Nathanael Zelin Resiana | Huang Nanyan Yang Wei       |
| Mixed        | Tri Kusharyanto Minarti Timur | Michael Søgaard Rikke Olsen   | Simon Archer Joanne Goode   |
| Mixed        | Tri Kusharyanto Minarti Timur | Michael Søgaard Rikke Olsen   | Ha Tae-kwon Chung Jae-hee   |

## Finalergebnisse
| Disziplin    | Sieger                        | Finalist                      | Ergebnis           |
| ------------ | ----------------------------- | ----------------------------- | ------------------ |
| Herreneinzel | Peter Gade                    | Indonesien Jeffer Rosobin     | 15-5, 15-12        |
| Dameneinzel  | Zhang Ning                    | Dai Yun                       | 11-1, 11-3         |
| Herrendoppel | Tony Gunawan Halim Haryanto   | Liu Yong Yu Jinhao            | 6-15, 15-5, 15-11  |
| Damendoppel  | Marlene Thomsen Rikke Olsen   | Eliza Nathanael Zelin Resiana | 15-8, 15-4         |
| Mixed        | Tri Kusharyanto Minarti Timur | Michael Søgaard Rikke Olsen   | 15-8, 15-18, 18-15 |

## Ergebnisse

### Herreneinzel Qualifikation
- Ong Rae Mun –  Zainul Hafiz Yusof: 17-15 / 15-4
- Huck Lee Ong –  Awang Amran Kambar: 15-1 / 15-11
- Sidney Michael –  Lic-Kai Jack Hee: 15-4 / 15-8
- Xiao Hui –  Kim Loong Hoo: 15-10 / 15-6
- Gavin Liew –  Yu Chih-wei: 15-3 / 15-7
- Robert Blair –  Thean Kai Ooi: 15-11 / 7-15 / 15-3
- Han Chong Tan –  Lee Yen Hui Kendrick: 16-17 / 15-5 / 15-6
- Sairul Amar Ayob –  Seiichi Watanabe: 4-15 / 15-3 / 15-7
- Kiran Kumar –  Charles Khoo: 15-11 / 15-5
- Hsieh Meng-hung –  Khor Eng Chiun: 18-14 / 15-4
- Nunung Subandoro –  Fairuzizuan Tazari: 15-1 / 15-7
- Richard Vaughan –  Nathan Malpass: 15-8 / 15-4
- Gan Teik Chai –  Wen Wayne Kuo: 15-12 / 15-5
- Kam Fook Ng –  Huang Chien-jung: 15-12 / 15-4
- Mohn Nazri B Ismail –  Rashleen Rahim: 15-9 / 10-12 / 15-12
- Chin Lee Tan –  Ermadena Hj Talip: 15-10 / 15-7
- Irwansyah –  Lee Chong Wei: 15-7 / 15-6
- Huck Lee Ong –  Ong Rae Mun: 15-1 / 15-8
- David Gilmour –  Khrishnan Yogendran: 15-8 / 15-4
- Xiao Hui –  Sidney Michael: 15-1 / 15-4
- Theam Teow Lim –  Lin Woon Fui: 15-6 / 15-1
- Robert Blair –  Gavin Liew: 15-8 / 15-9
- Rony Agustinus –  Alvin Chew Ming Yao: 15-9 / 15-7
- Sairul Amar Ayob –  Han Chong Tan: 15-7 / 17-18 / 15-10
- Hsieh Meng-hung –  Kiran Kumar: 15-17 / 15-2 / 15-3
- Nunung Subandoro –  Tam Lok Tin: 15-3 / 15-10
- Richard Vaughan –  Gan Teik Chai: 15-0 / 15-1
- Yeoh Kay Bin –  Sandy Paisley: 15-10 / 15-7
- Kam Fook Ng –  Mohn Nazri B Ismail: 15-7 / 15-4
- Takahiro Suka –  Kay Lun Yeoh: 15-8 / 15-10
- Irwansyah –  Chin Lee Tan: 15-1 / 15-2

### Herreneinzel
- Peter Gade –  Boonsak Ponsana: 13-15 / 15-7 / 15-7
- Peter Knowles –  Yian Wai Siew: 15-6 / 15-9
- Ismail Saman –  Hwang Sun-ho: 15-10 / 15-10
- Fumihiko Machida –  Stuart K. Arthur: 18-16 / 15-10
- Roslin Hashim –  George Rimarcdi: 15-10 / 10-15 / 15-7
- Xia Xuanze –  Stuart Brehaut: 15-2 / 15-8
- Chen Hong –  Yeoh Kay Bin: 15-9 / 15-8
- Wong Ewee Mun –  John Leung: 18-14 / 15-5
- Yong Hock Kin –  Zhu Feng: 15-1 / 15-1
- Yudi Suprayogi –  Liu Kwok Wa: 11-15 / 15-9 / 15-3
- Bruce Flockhart –  Ilkka Nyqvist: 15-5 Ret.
- Allan Tai –  Huck Lee Ong: 15-12 / 13-15 / 15-11
- Fung Permadi –  Anupap Thiraratsakul: 15-8 / 15-7
- Irwansyah –  Mark Constable: 15-4 / 15-5
- Keita Masuda –  Mike Beres: 15-4 / 15-3
- Chen Wei –  Lee Tsuen Seng: 15-1 / 15-5
- Theam Teow Lim –  Craig Robertson: 15-7 / 15-12
- Ng Kean Kok –  Colin Haughton: 15-13 / 15-2
- Taufik Hidayat –  Tadashi Ohtsuka: 17-18 / 15-5 / 17-15
- Rashid Sidek –  Bobby Milroy: 15-8 / 15-3
- Park Tae-sang –  Yohan Hadikusumo Wiratama: 15-7 / 15-14
- Yap Yong Jyen –  Thomas Søgaard: 15-3 / 13-18 / 15-0
- Nunung Subandoro –  Jason Wong: 15-8 / 15-6
- Dong Jiong –  Chien Yu-hsiu: 15-7 / 15-5
- Tam Kai Chuen –  Robert Nock: 15-7 / 15-6
- Wong Choong Hann –  Ville Kinnunen: 15-3 / 15-4
- Shinji Ohta –  Natapol Sarawan: 15-12 / 15-12
- Budi Santoso –  Ramesh Nathan: 15-1 / 15-9
- Jeffer Rosobin –  Takahiro Suka: 15-7 / 15-3
- Lee Hyun-il –  Niels Christian Kaldau: 15-1 / 15-9
- Rony Agustinus –  Xiao Hui: 15-12 / 18-14
- Ong Ewe Hock –  Ji Xinpeng: 10-15 / 3-15 / 2-15
- Peter Gade –  Peter Knowles: 15-3 / 15-11
- Ismail Saman –  Fumihiko Machida: 8-15 / 15-3 / 15-13
- Roslin Hashim –  Xia Xuanze: 10-15 / 18-13 / 15-3
- Chen Hong –  Wong Ewee Mun: 15-4 / 18-13
- Yong Hock Kin –  Yudi Suprayogi: 15-9 / 15-9
- Allan Tai –  Bruce Flockhart: 15-12 / 15-9
- Fung Permadi –  Irwansyah: 8-15 / 15-10 / 15-9
- Chen Wei –  Keita Masuda: 15-8 / 15-8
- Ng Kean Kok –  Theam Teow Lim: 15-3 / 15-7
- Rashid Sidek –  Taufik Hidayat: 11-15 / 15-5 / 15-8
- Yap Yong Jyen –  Park Tae-sang: 9-15 / 15-9 / 15-11
- Nunung Subandoro –  Dong Jiong: 15-10 / 15-4
- Wong Choong Hann –  Tam Kai Chuen: 15-10 / 15-12
- Budi Santoso –  Shinji Ohta: 15-1 / 15-5
- Jeffer Rosobin –  Lee Hyun-il: 15-3 / 15-10
- Ong Ewe Hock –  Rony Agustinus: 15-7 / 15-5
- Peter Gade –  Ismail Saman: 15-6 / 15-9
- Roslin Hashim –  Chen Hong: 15-12 / 15-11
- Yong Hock Kin –  Allan Tai: 15-4 / 15-5
- Fung Permadi –  Chen Wei: 14-18 / 15-9 / 18-17
- Rashid Sidek –  Ng Kean Kok: 15-4 / 15-10
- Yap Yong Jyen –  Nunung Subandoro: 4-15 / 15-6 / 15-5
- Wong Choong Hann –  Budi Santoso: 15-12 / 17-14
- Jeffer Rosobin –  Ong Ewe Hock: 0-15 / 15-10 / 15-9
- Peter Gade –  Roslin Hashim: 15-3 / 15-11
- Yong Hock Kin –  Fung Permadi: 15-4 / 15-5
- Rashid Sidek –  Yap Yong Jyen: 15-2 / 15-4
- Jeffer Rosobin –  Wong Choong Hann: 15-5 / 15-12
- Peter Gade –  Yong Hock Kin: 15-10 / 15-2
- Jeffer Rosobin –  Rashid Sidek: 10-15 / 15-12 / 15-10
- Peter Gade –  Jeffer Rosobin: 15-5 / 15-12

### Dameneinzel
- Miho Tanaka –  Charmaine Reid: 11-8 / 11-9
- Chan Mei Mei –  Sujitra Ekmongkolpaisarn: 15-3 / 15-4
- Camilla Martin –  Rayoni Head: 11-2 / 11-8
- Yu Hua –  Lee Yin Yin: 11-4 / 11-2
- Takako Ida –  Kirsteen McEwan: 11-2 / 11-6
- Lee Joo Hyun –  Siew Hong Wong: 11-3 / 11-8
- Yao Jie –  Vicki Valerie Rodrigues: 11-1 / 11-8
- Zhang Ning –  Neelima Chowdary: 11-2 / 11-1
- Zarinah Abdullah –  Sugita Kunalan: 11-1 / 11-1
- Law Pei Pei –  Michaela Smith: 11-2 / 11-3
- Olivia –  Ng Ching: 11-1 / 11-3
- Kelly Morgan –  Karen Mun Yee Au: 11-0 / 11-1
- Thitikan Duangsiri –  Tanja Berg: 10-12 / 11-9 / 11-2
- Tracey Hallam –  Ng Mee Fen: 7-11 / 11-6 / 11-3
- Kellie Lucas –  Chan Mei Mei: 11-3 / 10-12 / 11-6
- Chan Ya-lin –  Wong Miew Kheng: 11-7 / 11-3
- Anne Gibson –  Hemalatha Arikrishnan: 11-3 / 11-1
- Zhou Mi –  Lee Kyung-won: 11-2 / 11-2
- Tracy Hutchinson –  Seok Wei Tan: 11-0 / 11-1
- Lidya Djaelawijaya –  Ishwarii Boopathy: 11-8 / 11-7
- Mette Pedersen –  Jody Patrick: 11-2 / 11-4
- Yuli Marfuah –  Chin Eei Hui: 11-2 / 11-3
- Lee Deuk-soon –  Gillian Martin: 11-2 / 11-1
- Rebecca Pantaney –  Woon Sze Mei: 12-10 / 5-11 / 12-10
- Yasuko Mizui –  Aparna Popat: 11-4 / 11-9
- Denyse Julien –  Tine Baun: 11-4 / 11-3 / 12-11
- Dai Yun –  Sutheaswari Mudukasan: 11-1 / 11-2
- Manjusha Kanwar –  Helen Troke: w.o.
- Ellen Angelina –  Huang Chia-chi: w.o.
- Gong Ruina –  Julia Mann: w.o.
- Cindy Lim –  Marie-Josephe Jean-Pierre: w.o.
- Fiona Sneddon –  Natsaran Boonvorametee: w.o.
- Yu Hua –  Takako Ida: 11-5 / 11-5
- Yao Jie –  Ellen Angelina: 11-8 / 11-9
- Zhang Ning –  Zarinah Abdullah: 11-5 / 11-0
- Olivia –  Law Pei Pei: 7-11 / 11-4 / 11-7
- Kelly Morgan –  Thitikan Duangsiri: 11-2 / 11-2
- Miho Tanaka –  Tracey Hallam: 11-7 / 11-7
- Chan Ya-lin –  Kellie Lucas: 11-1 / 11-0
- Gong Ruina –  Anne Gibson: 11-6 / 11-0
- Zhou Mi –  Tracy Hutchinson: 11-3 / 11-5
- Lidya Djaelawijaya –  Mette Pedersen: 11-6 / 11-4
- Lee Deuk-soon –  Yuli Marfuah: 11-1 / 11-8
- Yasuko Mizui –  Rebecca Pantaney: 11-0 / 11-1
- Dai Yun –  Denyse Julien: 11-7 / 11-0
- Lee Joo Hyun - : w.o.
- Cindy Lim –  Fiona Sneddon: w.o.
- Camilla Martin –  Manjusha Kanwar: w.o.
- Camilla Martin –  Yu Hua: 11-8 / 1-11 / 11-5
- Yao Jie –  Lee Joo Hyun: 11-12 / 11-3 / 12-8
- Zhang Ning –  Olivia: 11-4 / 11-5
- Miho Tanaka –  Kelly Morgan: 11-5 / 11-5
- Gong Ruina –  Chan Ya-lin: 11-1 / 11-2
- Zhou Mi –  Lidya Djaelawijaya: 11-6 / 11-4
- Yasuko Mizui –  Lee Deuk-soon: 12-11 / 12-10
- Dai Yun –  Cindy Lim: 11-1 / 11-1
- Camilla Martin –  Yao Jie: 12-10 / 5-11 / 11-9
- Zhang Ning –  Miho Tanaka: 11-5 / 11-2
- Gong Ruina –  Zhou Mi: 11-6 / 11-2
- Dai Yun –  Yasuko Mizui: 11-6 / 11-8
- Zhang Ning –  Camilla Martin: 3-11 / 11-3 / 11-8
- Dai Yun –  Gong Ruina: 11-10 / 11-9
- Zhang Ning –  Dai Yun: 11-1 / 11-3

### Herrendoppel
- Shinji Ohta /  Takuya Takehana –  Chin Keong Lim /  Wai Kong Tan: 15-3 / 15-11
- Chien Yu-hsun /  Huang Shih-chung –  Murray Hocking /  Mark Nichols: 18-13 / 15-9
- Eng Hian /  Hermono Yuwono –  Chang Kim Wai /  Khoo Kok Kheng: 12-15 / 15-13 / 15-11
- Siripong Siripool /  Pramote Teerawiwatana –  Khrishnan Yogendran /  Mohd Nazree Latifi: 15-6 / 15-1
- Bruce Flockhart /  David Gilmour –  Hsieh Meng-hung /  Huang Chien-jung: 15-13 / 15-3
- Chew Choon Eng /  Lee Chee Leong –  Liu Kwok Wa /  Ma Che Kong: 15-10 / 15-8
- Chen Wei /  Ji Xinpeng –  Gavin Liew /  Kay Lun Yeoh: 15-3 / 15-1
- Cheah Soon Kit /  Wee Meng Yap –  Russell Hogg /  Kenny Middlemiss: 15-6 / 7-15 / 15-13
- Ha Tae-kwon /  Kang Kyung-jin –  Fadzli Hj Masri /  Michael Mee Yinn Nyau: 15-1 / 15-4
- Choong Tan Fook /  Lee Wan Wah –  Flandy Limpele /  Ade Lukas: 15-5 / 15-7
- Ian Pearson /  Richard Vaughan –  Fumihiko Machida /  Seiichi Watanabe: 5-15 / 15-7 / 18-16
- Chiang Hong-li /  Ho Li-Wei –  Mike Beres /  Bryan Moody: 15-12 / 15-10
- Gan Teik Chai /  Chin Lee Tan –  Wen Wayne Kuo /  Lee Yen Hui Kendrick: 15-4 / 15-7
- Rosman Razak /  Tan Kim Her –  Keita Masuda /  Tadashi Ohtsuka: 15-9 / 15-9
- Xiao Hui /  Zhu Feng –  Stuart Arthur /  Bobby Milroy: 15-5 / 15-5
- Tam Lok Tin /  Yau Tsz Yuk –  Robert Blair /  Sandy Paisley: 15-5 / 15-0
- S. Antonius Budi Ariantho /  Denny Kantono –  Lin Woon Fui /  Fairuzizuan Tazari: 15-2 / 15-1
- Chen Qiqiu /  Yang Ming –  Lee Sung-yuan /  Lin Wei-hsiang: 15-10 / 15-5
- Tesana Panvisavas /  Khunakorn Sudhisodhi –  Wei Meng Tan /  Kok Seng Teo: 15-2 / 15-1
- Chan Huan Chun /  Hong Chieng Hun –  Ermadena Hj Talip /  Zailani Yuin: 15-6 / 15-3
- David Bamford /  Peter Blackburn –  Chen Hong /  Xia Xuanze: 17-14 / 11-15 / 15-11
- Soon Thoe Cheah /  Pang Cheh Chang –  Alastair Gatt /  Craig Robertson: 15-5 / 15-7
- Lee Hyun-il /  Park Tae-sang –  Alvin Chew Ming Yao /  Huck Lee Ong: 15-2 / 15-9
- Jim Laugesen /  Thomas Stavngaard –  Lic-Kai Jack Hee /  Yeow Nam Dennis Ho: 15-1 / 15-4
- Tony Gunawan /  Halim Haryanto –  Iain Sydie /  Darryl Yung: 15-9 / 15-6
- Chan Chong Ming /  Jeremy Gan –  Chen Chun-chi /  Fang Po-Ching: 15-5 / 15-6
- Ville Kinnunen /  Ilkka Nyqvist –  Charles Khoo /  Salleh B Suwandi Mohd: 15-3 / 15-11
- Julian Robertson /  Nathan Robertson –  Beng Yan Chuah /  Kheng Wah Toah: w.o.
- Liu Yong /  Yu Jinhao –  Shinji Ohta /  Takuya Takehana: 15-6 / 10-15 / 15-6
- Eng Hian /  Hermono Yuwono –  Chien Yu-hsun /  Huang Shih-chung: 15-2 / 15-8
- Siripong Siripool /  Pramote Teerawiwatana –  Bruce Flockhart /  David Gilmour: 15-6 / 15-2
- Chew Choon Eng /  Lee Chee Leong –  Julian Robertson /  Nathan Robertson: 15-7 / 18-13
- Jens Eriksen /  Jesper Larsen –  Chen Wei /  Ji Xinpeng: 15-11 / 15-1
- Ha Tae-kwon /  Kang Kyung-jin –  Cheah Soon Kit /  Wee Meng Yap: 15-7 / 15-5
- Choong Tan Fook /  Lee Wan Wah –  Ian Pearson /  Richard Vaughan: 15-5 / 15-3
- Chiang Hong-li /  Ho Li-Wei –  Gan Teik Chai /  Chin Lee Tan: 11-15 / 15-9 / 15-5
- Rosman Razak /  Tan Kim Her –  Xiao Hui /  Zhu Feng: 15-5 / 15-3
- S. Antonius Budi Ariantho /  Denny Kantono –  Tam Lok Tin /  Yau Tsz Yuk: 15-2 / 15-5
- Chen Qiqiu /  Yang Ming –  Tesana Panvisavas /  Khunakorn Sudhisodhi: 15-5 / 15-7
- Simon Archer /  Chris Hunt –  Chan Huan Chun /  Hong Chieng Hun: 15-4 / 15-7
- Soon Thoe Cheah /  Pang Cheh Chang –  David Bamford /  Peter Blackburn: 15-11 / 15-10
- Jim Laugesen /  Thomas Stavngaard –  Lee Hyun-il /  Park Tae-sang: 15-5 / 15-5
- Tony Gunawan /  Halim Haryanto –  Chan Chong Ming /  Jeremy Gan: 15-3 / 15-10
- Zhang Jun /  Zhang Wei –  Ville Kinnunen /  Ilkka Nyqvist: 15-6 / 15-3
- Liu Yong /  Yu Jinhao –  Eng Hian /  Hermono Yuwono: 10-15 / 15-6 / 15-4
- Siripong Siripool /  Pramote Teerawiwatana –  Chew Choon Eng /  Lee Chee Leong: 15-12 / 15-9
- Jens Eriksen /  Jesper Larsen –  Ha Tae-kwon /  Kang Kyung-jin: 8-15 / 18-14 / 15-12
- Choong Tan Fook /  Lee Wan Wah –  Chiang Hong-li /  Ho Li-Wei: 15-1 / 15-9
- Rosman Razak /  Tan Kim Her –  S. Antonius Budi Ariantho /  Denny Kantono: 6-15 / 15-6 / 18-16
- Chen Qiqiu /  Yang Ming –  Simon Archer /  Chris Hunt: 15-11 / 17-18 / 15-7
- Jim Laugesen /  Thomas Stavngaard –  Soon Thoe Cheah /  Pang Cheh Chang: 15-7 / 15-9
- Tony Gunawan /  Halim Haryanto –  Zhang Jun /  Zhang Wei: 15-2 / 15-2
- Liu Yong /  Yu Jinhao –  Siripong Siripool /  Pramote Teerawiwatana: 15-12 / 15-8
- Choong Tan Fook /  Lee Wan Wah –  Jens Eriksen /  Jesper Larsen: 15-3 / 15-12
- Chen Qiqiu /  Yang Ming –  Rosman Razak /  Tan Kim Her: 15-9 / 15-13
- Tony Gunawan /  Halim Haryanto –  Jim Laugesen /  Thomas Stavngaard: 15-6 / 7-15 / 15-5
- Liu Yong /  Yu Jinhao –  Choong Tan Fook /  Lee Wan Wah: 18-17 / 12-15 / 15-12
- Tony Gunawan /  Halim Haryanto –  Chen Qiqiu /  Yang Ming: 15-9 / 15-7
- Tony Gunawan /  Halim Haryanto –  Liu Yong /  Yu Jinhao: 6-15 / 15-5 / 15-11

### Damendoppel
- Michaela Smith /  Kate Wilson-Smith –  Ishwarii Boopathy /  Woon Sze Mei: 15-10 / 15-10
- Eti Tantra /  Cynthia Tuwankotta –  Denyse Julien /  Charmaine Reid: 13-15 / 15-5 / 15-0
- Chen Lin /  Jiang Xuelian –  Alexis Barlow /  Jillian Haldane: w.o.
- Sujitra Ekmongkolpaisarn /  Saralee Thungthongkam –  Chin Eei Hui /  Siew Hong Wong: w.o.
- Rikke Olsen /  Marlene Thomsen –  Joanne Davies /  Sarah Hardaker: 10-15 / 15-1 / 15-4
- Naomi Murakami /  Hiromi Yamada –  Sugita Kunalan /  Ng Mee Fen: 15-4 / 15-4
- Elinor Middlemiss /  Sandra Watt –  Chan Mei Mei /  Tung Chau Man: 15-9 / 4-15 / 15-9
- Yu Hua /  Zhang Ning –  Michaela Smith /  Kate Wilson-Smith: 15-4 / 15-5
- Joanne Goode /  Sara Sankey –  Natsaran Boonvorametee /  Thitikan Duangsiri: 15-4 / 15-8
- Chung Jae-hee /  Yim Kyung-jin –  Hemalatha Arikrishnan /  Sutheaswari Mudukasan: 15-4 / 15-4
- Huang Nanyan /  Yang Wei –  Chan Ya-lin /  Chen Mei-cun: 15-4 / 15-1
- Eti Tantra /  Cynthia Tuwankotta –  Norhasikin Amin /  Joanne Quay: 15-10 / 15-11
- Chen Lin /  Jiang Xuelian –  Ang Li Peng /  Fong Chew Yen: 15-4 / 15-0
- Chen Li-chin /  Tsai Hui-min –  Carmelita /  Vita Marissa: 5-15 / 15-9 / 15-1
- Rhonda Cator /  Kellie Lucas –  Cindy Lim /  Vicki Valerie Rodrigues: 15-8 / 15-7
- Yoshiko Iwata /  Haruko Matsuda –  Milaine Cloutier /  Robbyn Hermitage: 15-5 / 15-5
- Gong Ruina /  Zhou Mi –  Sujitra Ekmongkolpaisarn /  Saralee Thungthongkam: 15-8 / 15-7
- Joanne Goode /  Sara Sankey –  Lee Yin Yin /  Lim Pek Siah: 15-8 / 15-10
- Eliza Nathanael /  Zelin Resiana –  Pamela Gillespie /  Kirsteen McEwan: 15-8 / 15-2
- Ann-Lou Jørgensen /  Tine Baun –  Ms Anor /  Marie-Josephe Jean-Pierre: w.o.
- Rikke Olsen /  Marlene Thomsen –  Naomi Murakami /  Hiromi Yamada: 15-9 / 15-12
- Yu Hua /  Zhang Ning –  Elinor Middlemiss /  Sandra Watt: 15-7 / 15-13
- Joanne Goode /  Sara Sankey –  Chung Jae-hee /  Yim Kyung-jin: 15-4 / 15-10
- Huang Nanyan /  Yang Wei –  Eti Tantra /  Cynthia Tuwankotta: 15-5 / 15-0
- Chen Lin /  Jiang Xuelian –  Chen Li-chin /  Tsai Hui-min: 15-8 / 15-9
- Yoshiko Iwata /  Haruko Matsuda –  Rhonda Cator /  Kellie Lucas: 15-3 / 15-11
- Gong Ruina /  Zhou Mi –  Ann-Lou Jørgensen /  Tine Baun: 15-8 / 15-8
- Eliza Nathanael /  Zelin Resiana –  Joanne Goode /  Sara Sankey: 15-5 / 15-10
- Rikke Olsen /  Marlene Thomsen –  Yu Hua /  Zhang Ning: 15-8 / 17-14
- Huang Nanyan /  Yang Wei –  Joanne Goode /  Sara Sankey: 15-6 / 15-3
- Chen Lin /  Jiang Xuelian –  Yoshiko Iwata /  Haruko Matsuda: 17-14 / 15-6
- Eliza Nathanael /  Zelin Resiana –  Gong Ruina /  Zhou Mi: 15-8 / 15-1
- Rikke Olsen /  Marlene Thomsen –  Huang Nanyan /  Yang Wei: 15-8 / 15-10
- Eliza Nathanael /  Zelin Resiana –  Chen Lin /  Jiang Xuelian: 15-12 / 15-9
- Rikke Olsen /  Marlene Thomsen –  Eliza Nathanael /  Zelin Resiana: 15-8 / 15-4

### Mixed
- Nathan Robertson /  Joanne Davies –  Ma Che Kong /  Tung Chau Man: 15-7 / 17-14
- Chan Chong Ming /  Joanne Quay –  Lin Wei-hsiang /  Chen Mei-cun: 18-15 / 15-17 / 18-16
- Yang Ming /  Huang Nanyan –  Alastair Gatt /  Kirsteen McEwan: 15-7 / 15-8
- Imam Tohari /  Emma Ermawati –  Stuart Arthur /  Jody Patrick: 15-1 / 15-3
- Bambang Suprianto /  Rosalina Riseu –  Kok Seng Teo /  Fong Chew Yen: 15-4 / 15-3
- Seiichi Watanabe /  Haruko Matsuda –  Yau Tsz Yuk /  Ng Ching: 15-10 / 15-11
- Zhang Jun /  Yang Wei –  Khunakorn Sudhisodhi /  Sujitra Ekmongkolpaisarn: 15-7 / 15-9
- Iain Sydie /  Denyse Julien –  Huang Shih-chung /  Chan Ya-lin: 15-6 / 15-4
- Jesper Larsen /  Ann-Lou Jørgensen –  Sandiarto /  Eti Tantra: 18-15 / 15-6
- Chen Qiqiu /  Jiang Xuelian –  Pang Cheh Chang /  Norhasikin Amin: 15-6 / 14-17 / 15-7
- Kenny Middlemiss /  Elinor Middlemiss –  Park Tae-sang /  Yim Kyung-jin: 15-6 / 7-15 / 15-10
- Wahyu Agung /  Rosalia Anastasia –  Mark Nichols /  Kate Wilson-Smith: 15-12 / 15-2
- Tam Kai Chuen /  Chan Mei Mei –  Sandy Paisley /  Gillian Martin: 15-3 / 15-9
- Liu Yong /  Dai Yun –  Bryan Moody /  Milaine Cloutier: 15-2 / 15-8
- Ian Pearson /  Sarah Hardaker –  Lee Chee Leong /  Law Pei Pei: 15-9 / 17-15
- Fumihiko Machida /  Yasuko Mizui –  Russell Hogg /  Jillian Haldane: 15-13 / 15-7
- Chew Choon Eng /  Lim Pek Siah –  Robert Blair /  Fiona Sneddon: w.o.
- Murray Hocking /  Michaela Smith –  James Anderson /  Sara Sankey: w.o.
- Michael Søgaard /  Rikke Olsen –  Mike Beres /  Kara Solmundson: 15-6 / 15-1
- Nathan Robertson /  Joanne Davies –  Chan Chong Ming /  Joanne Quay: 15-7 / 15-0
- Chris Hunt /  Tracy Hutchinson –  Richard Vaughan /  Kelly Morgan: 15-8 / 15-13
- Imam Tohari /  Emma Ermawati –  Yang Ming /  Huang Nanyan: 15-3 / 18-13
- Bambang Suprianto /  Rosalina Riseu –  Seiichi Watanabe /  Haruko Matsuda: 15-4 / 15-8
- Ha Tae-kwon /  Chung Jae-hee –  Zhang Jun /  Yang Wei: 15-9 / 15-12
- Chew Choon Eng /  Lim Pek Siah –  Murray Hocking /  Michaela Smith: 15-6 / 14-17 / 15-8
- Tesana Panvisavas /  Saralee Thungthongkam –  Chen Qiqiu /  Jiang Xuelian: 15-13 / 4-15 / 15-12
- Wahyu Agung /  Rosalia Anastasia –  Kenny Middlemiss /  Elinor Middlemiss: 15-11 / 15-8
- Simon Archer /  Joanne Goode –  Wei Meng Tan /  Ang Li Peng: 15-0 / 15-1
- Liu Yong /  Dai Yun –  Tam Kai Chuen /  Chan Mei Mei: 15-1 / 15-11
- Tri Kusharyanto /  Minarti Timur –  Peter Blackburn /  Rhonda Cator: 15-2 / 15-3
- Ian Pearson /  Sarah Hardaker –  Fumihiko Machida /  Yasuko Mizui: 9-15 / 15-9 / 15-7
- Jens Eriksen /  Marlene Thomsen –  Yu Jinhao /  Chen Lin: 15-7 / 15-5
- Darryl Yung /  Robbyn Hermitage –  Jim Mailer /  Alexis Barlow: w.o.
- Jesper Larsen /  Ann-Lou Jørgensen –  Iain Sydie /  Denyse Julien: w.o.
- Michael Søgaard /  Rikke Olsen –  Nathan Robertson /  Joanne Davies: 15-8 / 11-15 / 17-14
- Chris Hunt /  Tracy Hutchinson –  Imam Tohari /  Emma Ermawati: 17-15 / 10-15 / 15-7
- Bambang Suprianto /  Rosalina Riseu –  Darryl Yung /  Robbyn Hermitage: 15-5 / 15-4
- Ha Tae-kwon /  Chung Jae-hee –  Chew Choon Eng /  Lim Pek Siah: 15-5 / 15-8
- Jesper Larsen /  Ann-Lou Jørgensen –  Tesana Panvisavas /  Saralee Thungthongkam: 15-11 / 15-9
- Simon Archer /  Joanne Goode –  Wahyu Agung /  Rosalia Anastasia: 15-10 / 15-4
- Tri Kusharyanto /  Minarti Timur –  Liu Yong /  Dai Yun: 15-4 / 15-4
- Jens Eriksen /  Marlene Thomsen –  Ian Pearson /  Sarah Hardaker: 15-8 / 15-3
- Michael Søgaard /  Rikke Olsen –  Chris Hunt /  Tracy Hutchinson: 15-4 / 15-3
- Ha Tae-kwon /  Chung Jae-hee –  Bambang Suprianto /  Rosalina Riseu: 15-10 / 17-15
- Simon Archer /  Joanne Goode –  Jesper Larsen /  Ann-Lou Jørgensen: 15-3 / 15-2
- Tri Kusharyanto /  Minarti Timur –  Jens Eriksen /  Marlene Thomsen: 15-13 / 15-2
- Michael Søgaard /  Rikke Olsen –  Ha Tae-kwon /  Chung Jae-hee: 15-1 / 12-15 / 15-11
- Tri Kusharyanto /  Minarti Timur –  Simon Archer /  Joanne Goode: 15-17 / 15-2 / 15-11
- Tri Kusharyanto /  Minarti Timur –  Michael Søgaard /  Rikke Olsen: 15-8 / 18-15 / 15-18